# Corvus Aircraft

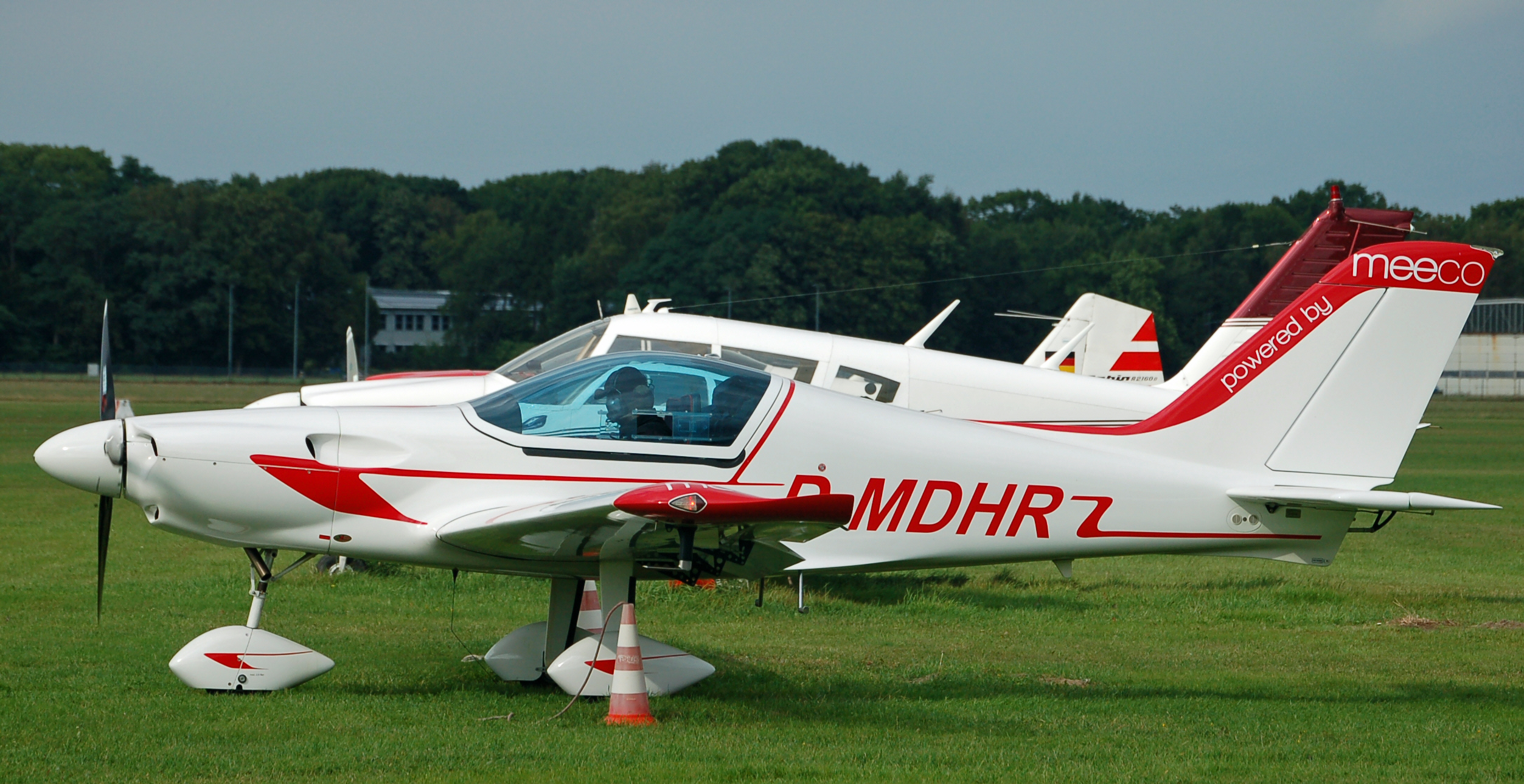
Corvus Phantom

A Corvus Aircraft repülőgépgyártással foglalkozó cég volt Magyarországon, amely Ballószögön működött. 2004-ben alapították majd 2011-ben felszámolással megszűnt. A cég tulajdonosai a 2011-ben létrehozott Corvus Hungary cégben folytatták a tevékenységüket. A cég profilja ultrakönnyű repülőgépek fejlesztése és gyártása volt.